# 野村玄
野村 玄（のむら げん、1976年 - ）は、日本の歴史学者。大阪大学准教授。大阪府出身。専門は、日本近世史。

## 学歴・研究歴
- 1998年 東京学芸大学教育学部卒業
- 2001年 大阪大学大学院文学研究科修士課程修了
- 2004年3月 「日本近世国家の確立と天皇」で博士（文学）（大阪大学）
- 2004年4月 高槻市教育委員会社会教育部文化財課歴史館専門員
- 2005年4月 大阪青山短期大学専任講師
- 2007年4月 防衛大学校准教授
- 2016年4月 大阪大学大学院文学研究科准教授[1]

## 著書
- 『日本近世国家の確立と天皇』清文堂、2006年
- 『徳川家光　我等は固よりの将軍に候』ミネルヴァ書房〈ミネルヴァ日本評伝選〉、2013年
- 『天下人の神格化と天皇』思文閣出版、2015年
- 『豊国大明神の誕生』平凡社〈中世から近世へ〉、2018年
- 『徳川家康の神格化　-新たな遺言の発見-』平凡社〈中世から近世へ〉、2019年
- 『新説 徳川家康: 後半生の戦略と決断』光文社、2023年